# アラースベルク
アラースベルク (ドイツ語: Allersberg) は、ドイツ連邦共和国バイエルン州ミッテルフランケンのロート郡に属す市場町。

## 地理
アラースベルクは、ミッテルフランケン工業地域の中に位置している。

### 自治体の構成
この町は、公式には26の地区 (Ort) からなる。このうち小集落や孤立農場などを除く集落を以下に列記する。
| - アラースベルク - アルテンフェルデン - ブルンナウ - エーベンリート - エッパースドルフ - ゲッゲルスブーフ - グッゲンミューレ | - ハルホーフ - ヘプレスリヒト - クロンミューレ - ラムパースドルフ - ポルスドルフ - レッケンシュテッテン - ウッテンホーフェン |

## 歴史
アラースベルクは、1800年からバイエルン領となるが、1777年まではヴィッテルスバッハのノイブルク＝ズルツバッハ侯領に属していた。アラースベルクは、市参事会による自治権と市場の開催権を有していた。1689年から2006年までドイツで最も古い企業の一つであるヤーコプ・ギラルディは、この町にあった。

### 人口推移
この地域の人口は、1970年 6,236人、1987年 6,898人、2000年 7,883人であった。

## 行政
第1首長 ベルンハルト・ベッケラー (CSU)、第2首長 エドゥアルト・リール (SPD)、第3首長 ホルガー・グメルシュ。

## 経済と社会資本

### 交通

#### 道路
アラースベルクは、連邦アウトバーンA9号に同名のインターチェンジからアクセス可能である。

#### 公共交通機関

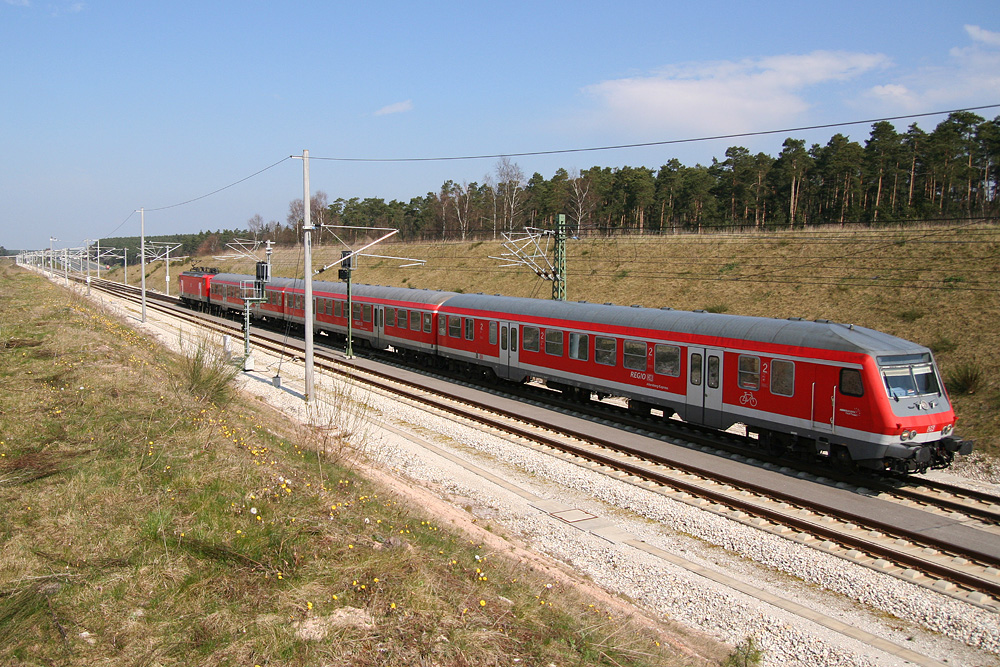
2006年に新しく開業したアラースベルク（ロートゼー）駅に到着するアラースベルク・エクスプレス

バス
アラースベルクは、OVF（オーバーフランケン乗り合いバス）のバス路線ネットワーク内にある。
鉄道
以前には、アラースベルクはローカル鉄道ブルクタン - アラースベルク線の終着駅であった。2006年から高速鉄道ニュルンベルク-インゴルシュタット-ミュンヘン高速線上に新しいアラースベルク（ロートゼー）駅が開業した。ニュルンベルクまでは、1時間ごと（30分から1時間半間隔）に列車が走っており、走行時間は約15分である。アラースベルク・エクスプレスは、ニュルンベルク中央駅とアラースベルクの間をノンストップで運行している。インゴルシュタット、ミュンヘン方面へは1時間ごとにミュンヘン・ニュルンベルク・エクスプレスが、走行時間約90分で結んでいる。

### 地元企業
| - Internethandel Bukliw - Leitner Reisen - Otto Oehme Gmbh - HEKU-Pack Verpackungsmittelhandel GmbH | - BSO-Oberflächenveredelung - Gbr. Wagner - Sefa Glas Gmbh - Frisch Bau |

## 引用
1. ↑  https://www.statistikdaten.bayern.de/genesis/online?operation=result&code=12411-003r&leerzeilen=false&language=de Genesis-Online-Datenbank des Bayerischen Landesamtes für Statistik Tabelle 12411-003r Fortschreibung des Bevölkerungsstandes: Gemeinden, Stichtag (Einwohnerzahlen auf Grundlage des Zensus 2011)
2. ↑  Bayerische Landesbibliothek Online